# Calidris tenuirostris
El correlimos grande (Calidris tenuirostris)  es una especie de ave caradriforme de la familia de los escolopácidos (Scolopacidae). 
Su hábitat de cría es la tundra en el noreste de Siberia. Son fuertemente migratorias invernantes en las costas del sur de Asia hasta Australia, encontrada ocasionalmente en Europa Occidental y América del Norte. 